# Late Night (programa de televisión)
Late Night es un programa del tipo late show (programa de variedades nocturno) conducido actualmente por el actor y comediante estadounidense Seth Meyers, siendo emitido por NBC y producido por Lorne Michaels y su compañía Brodway Video en asociación con Universal Television, con el nombre de Late Night with Seth Meyers, de lunes a viernes entre las 12:35 a. m. y las 1:35 a. m. EST.

## Conductores
| Animador        | Desde                    | Desde | Hasta                 | Hasta | Nombre                          | # de episodios | Tiempo en Conducción | Estudio                       |
| Animador        | Fecha                    | Edad  | Fecha                 | Edad  | Nombre                          | # de episodios | Tiempo en Conducción | Estudio                       |
| --------------- | ------------------------ | ----- | --------------------- | ----- | ------------------------------- | -------------- | -------------------- | ----------------------------- |
| David Letterman | 1 de febrero de 1982     | 34    | 25 de junio de 1993   | 46    | Late Night with David Letterman | 1,819          | 11 años y 4 meses    | 6A                            |
| Conan O'Brien   | 13 de septiembre de 1993 | 30    | 20 de febrero de 2009 | 46    | Late Night with Conan O'Brien   | 2,725          | 16 años y 5 meses    | 6A                            |
| Jimmy Fallon    | 2 de marzo de 2009       | 34    | 7 de febrero de 2014  | 39    | Late Night with Jimmy Fallon    | 969            | 5 años y 11 meses    | 6B (2009-2013) 6A (2013-2014) |
| Seth Meyers     | 24 de febrero de 2014    | 40    | En emisión            |       | Late Night with Seth Meyers     | 1.320          | En emisión           | 8G                            |

## Late Night with David Letterman
Late Night with David Letterman fue un programa estadounidense nocturno de conversación presentado por el cómico David Michael Letterman. Se emitió entre el 1 de febrero de 1982 y el 25 de junio de 1993, con un total de 1810 episodios.
El 25 de junio de 1993 se filmó el último episodio. David Letterman se fue a la CBS para conducir Late Show with David Letterman, que comenzó el 30 de agosto de 1993, aunque la NBC emitió repeticiones de Late Night hasta el 10 de septiembre de 1993. Sólo un episodio no fue emitido debido a la Guerra del Golfo. 
El show se emitía 4 noches a la semana, lunes a jueves desde febrero de 1982 hasta mayo de 1987, de las 00:30 a las 01:30. En junio de 1987 se agregó la edición de viernes. Desde septiembre de 1991, The Tonight Show Starring Johnny Carson pasó de las 23:30 a las 23:35, con Letterman empezando a las 00:35. Esto debido a que las afiliadas a la NBC deseaban tener más tiempo de publicidad para sus noticieros locales. 
En septiembre de 1991, A&E Network comenzó a emitir repeticiones, que duraron hasta el verano de 1992. E! emitió repeticiones de 1993 y 1996. Luego Trio (canal de cable estadounidense perteneciente a NBC Universal) fue el encargado de las re-emisiones desde 2002 hasta que cerrará en 2005.
Letterman, quién perdió la oportunidad de conducir The Tonight Show, se cambió a la CBS en 1993, compitiendo directamente con Jay Leno. Conan O'Brien comenzó a presentar un show en el antiguo horario de Letterman, utilizando el nombre Late Show.
Cuando Letterman se fue, la NBC registró como propiedad intelectual a los segmentos más populares de Late Night. Aunque fácilmente 
Letterman se adaptó a estas restricciones: El Viewer Mail se transformó en CBS Mailbag y el personaje Larry "Bud" Melman continuó con el nombre verdadero del actor que la protagonizaba, Calvert DeForest.

## Late Night with Conan O'Brien
Late Night with Conan O'Brien comenzó en septiembre de 1993, luego de la negativa de David Letterman de seguir en el programa debido a la polémica generada con los ejecutivos de la NBC luego de que optaran por Jay Leno para ocupar el cargo de conductor y sucesor de Johnny Carson en el mítico The Tonight Show Late Night. Se han realizado programas de aniversario del programa en 1996 (tercer aniversario), 1998 (quinto aniversario), desde el estudio de Saturday Night Live, y 2003 (décimo aniversario), desde el Beacon Theather de Nueva York. En mayo de 2009 Jay Leno deja la conducción de The Tonight Show para la conducción de su propio programa The Jay Leno Show por lo cual la conducción de The Tonight Show es dejada a Conan O'Brien y la conducción de Late Night es dejado a Jimmy Fallon.

## Late Night with Jimmy Fallon
Late Night with Jimmy Fallon comenzó el 2 de marzo de 2009, el programa es presentado por el actor y comediante Jimmy Fallon (Taxi, Casi famosos, Saturday Night Live (1998-2004), entre otros.), además cuenta con la participación de la banda de hip hop/neo soul The Roots y la locución de Steve Higgins. 
El programa, que tiene una duración de 1 hora, es grabado horas antes de su emisión, y es producido en el estudio 6B del Rockefeller Center en Nueva York.
Fallon terminó su conducción el 7 de febrero para conducir The Tonight Show Starring Jimmy Fallon.

## Late Night with Seth Meyers
Late Night with Seth Meyers conducido por el comediante de Saturday Night Live, Seth Meyers, es el nuevo programa que reemplazó a Late Night with Jimmy Fallon cuando este pasó a animar The Tonight Show en febrero de 2014.
Su banda esta dirigida por Fred Armisen y se llama, The 8G band, en honor al estudio donde se encuentra el programa.
El 2 de septiembre, cambiaron el diseño de la escenografia.

## Estructuras de los programas

### Letterman
1. Inicio con locución del programa, por Bill Wendell, y el anuncio de los invitados de la noche (Tema Musical: "Late Night" por Paul Shaffer, y "The World's Most Dangerous Band")
2. Monólogo
3. Sketch de comedia ("Top Ten List")
4. Primer entrevistado
  1. Ocasionalmente un segundo invitado
5. Invitado musical
6. Cierre

### O'Brien
1. Inicio con locución de Joel Godard, del programa y los invitados de la noche (Tema Musical, por Max Weinberg y "The Max Weinberg 7")
2. Monólogo (con segmentos como: "The String Dance")
3. Sketch de comedia (como "In the Year 2000", "Noches de Pasión con Señor O'Brien", "Conan O'Brien Hates My Homeland", "Desk Driving", entre 1993 y 2000 acompañado por Andy Richter, posteriormente uso al baterista de la banda del programa, Max Weinberg)
  1. Ocasionalmente un sketch remoto ("Triumph the Insult Comic Dog")
4. Primer entrevistado
  1. Frecuentemente un segundo invitado
5. Invitado musical o comediante
6. Cierre con la canción "The End Of The Show Song".

### Fallon
1. Inicio con Steve Higgins en la locución de los invitados de la noche (Tema musical: "Here I Come" por The Roots).
  1. Algunas veces se iniciaba con una sketch antes de la locución del programa.
2. Questlove anuncia el número del programa o un código de área e ingresa Fallon al estudio.
3. Fallon inicia el monólogo.
4. Sketch de comedia semanales como ("Pros and Cons", "Thank You Notes", "Late Night Hashtag" entre otros).
5. Primer entrevistado
  1. Generalmente los invitados participan de sketches antes o después de ser entrevistados.
6. Frecuentemente un segundo invitado.

1. Invitado musical o comediante
2. Al finalizar Fallon se retira saludando al público, mientras The Roots, tocan el tema principal.

### Meyers
1. Inicio locución de Ron McClary con los invitados al programa (Tema Musical: "Late Night with Seth Meyers theme", por "The 8G Band"),
2. Monólogo
3. Conversación de comedia con Fred Armisen (cuando este está presente)
4. Sketch de comedia
5. Primer entrevistado
6. Segundo invitado 
  1. Ocasionalmente un tercer invitado
7. Invitado musical o comediante
8. Cierre con el tema principal

## "El Pepinillo"
Es una tradición detrás de escenas, la cual es la posesión de un pepinillo gigante de plástico, el cual es traspasado al conductor actual. El pepinillo fue originalmente enviado por el equipo de The Late Show With David Letterman al equipo de Late Night with Conan O'Brien, junto al pepinillo había una nota explicando que lo habían encontrado en sus nuevas oficinas, cuando comenzaron "Late Show", y que el pepinillo se tendría que quedar en "Late Night", como una especie de muletilla.
Cuando Conan O'Brien, dejó Late Night, para la conducción de Tonight Show, se lo pasó a Fallon, con una nota: "Cualquier cosa que hagas - que no será por mucho tiempo - asegúrese de pasárselo al siguiente, noquea hasta la muerte", Fallon hizo público el pepinillo cuando realizaba los videos-blog, antes del estreno de su Late Night.
Cuando se acercaba el fin de Late Night with Jimmy Fallon, Fallon, le traspasó el pepinillo a Seth Meyers, al aire, realizando su primera aparición en público.

## Audiencia
- 25 de junio de 1993, última emisión de Late Night with David Letterman, 7.521 millones de televidentes.
- Domingo 5 de febrero de 2012, seguido por el Super Bowl XLVI, 6.087 millones de televidentes.
- 7 de febrero de 2014, última emisión de Late Night with Jimmy Fallon, 6.601 millones de televidentes.
- 14 de mayo de 1998, última emisión de Seinfeld, 4.907 millones de televidentes.
- 6 de mayo de 1994, última emisión de Friends, 4.012 millones de televidentes.
- 18 de mayo de 1992, última emisión de The Tonight Show Starring Johnny Carson, 5.519 millones de televidentes.
- 3-7 de febrero de 2014, última semana de Late Night with Jimmy Fallon, 4.2 millones de televidentes.
- 24 de enero de 2005, programa tributo a Johnny Carson, 3.935 millones de televidentes.
- 24 de febrero de 2014, estreno de Late Night with Seth Meyers, 3.4 millones de televidentes.
- 20 de febrero de 2009, última emisión de Late Night with Conan O'Brien, 3.4 millones de televidentes.
- 2 de marzo de 2009, estreno de Late Night with Jimmy Fallon, 2.86 millones de televidentes.